# Coturniculture
La coturniculture (du latin coturnix, -icis, caille) est l'élevage de cailles. 
Les espèces concernées sont la caille du Japon, la seule espèce de caille domestiquée[réf. nécessaire], la caille peinte (aussi dite naine ou de Chine) - dont les variétés sélectionnées par l'homme sont considérées domestiques -, et de la caille des blés, élevée à des fins cynégétiques. C'est une des branches de l'aviculture. Elle est pratiquée par le coturniculteur ou la coturnicultrice.
Il y a très longtemps que les cailles sont élevées pour leur chair et pour leurs œufs. Cet élevage peut se faire simplement, sans trop d’infrastructures.
Les connaissances liées à cette technique sont d'ordre architectural et alimentaire et touchent les techniques d'incubation artificielle, de génétique et de prophylaxie. Dans certaines exploitations, les courbes de ponte peuvent atteindre 90 % et les courbes de fertilité, 87 %.

## Au Japon
Pays d'origine de la caille domestique, celle-ci y est élevée depuis plusieurs siècles.

## Au Québec
On élève des cailles au Québec depuis les années 1950.

## En France
En 2016 on comptait 400 000 cailles pondeuses élevées chaque année produisant 83 millions d’œufs et 38 millions de cailles de chair, élevées pour leur viande.
Fin 2020, les cailles d'élevage, vendues vivantes à des fédérations de chasse ou des organisations privées en vue du repeuplement du territoire de chasse, représentaient 8 433 000 têtes.
La production Label Rouge de cailles de chair augmente régulièrement : elle a connu une hausse de 4,4 % depuis 2004, passant à 2,7 millions de têtes aujourd'hui. La DLC est de onze jours maximum après abattage. Ce label n’existe pas pour les cailles pondeuses.

### Ouvrage
- Gérard Lucotte, L'Élevage de la caille : Précis de coturniculture.